# The First Vision
A The First Vision Mariah Carey amerikai énekesnő első DVD/videokiadványa. Videóklipek és koncertfelvételek találhatóak rajta, valamint bepillantások Carey első albuma, a Mariah Carey készítésének folyamatába. VHS-en 1991-ben jelent meg, DVD-n először Japánban 2004-ben, majd világszerte 2006-ban (több más Mariah-DVD-vel egy időpontban).
Mariah első albumának öt videóklipje közül négy szerepel rajta – Vision of Love, Love Takes Time, Someday és I Don’t Wanna Cry –, de hallhatóak részletek az ötödik kislemezdalból, a There’s Got to Be a Wayből is. Látható Carey első hivatalos megjelenése a média előtt, a The Tattoo Clubban; itt az énekesnő előadja Vision of Love, Love Takes Time és Vanishing című számait, valamint Aretha Franklin Don’t Play That Song (You Lied) című dalát.  A Don’t Play That Song és a Vanishing daloknak ez a koncertváltozata szerepel a Mariah Carey album ritka ausztrál kiadásának bónuszdalai közt. Előadta az I Don’t Wanna Cryt is ezen a rendezvényen, de ez nem került fel a VHS-re és a DVD-re.
Más felvételeken látható, ahogy az énekesnő a Saturday Night Live-fellépésére gyakorol, barátaival, köztük Trey Lorenzzel bohóckodik, és interjúkat ad életéről, álmairól és zenéjéről, ezenkívül részleteket énekel All in Your Mind című dalából és a Jackson 5 Who’s Lovin’ Youjából.

## Dalok
1. Vision of Love (videóklip)
2. Vanishing (koncertfelvétel)
3. Love Takes Time (videóklip)
4. Don’t Play That Song (You Lied) (koncertfelvétel)
5. I Don’t Wanna Cry (videóklip)
6. Someday (New 12" Jackswing) videóklip)
7. Love Takes Time (koncertfelvétel; csak a DVD-n és a lézerlemez japán kiadásán)
8. Vision of Love (koncertfelvétel; csak a DVD-n és a lézerlemez japán kiadásán)

## Helyezések
| Slágerlista                   | Legmagasabb helyezés | Minősítés    | Elkelt példányszám |
| ----------------------------- | -------------------- | ------------ | ------------------ |
| Kanadai videoslágerlista      |                      | Aranylemez   | 50 000             |
| USA Billboard Top Music Video | 2                    | Platinalemez | 100 000            |